# The Fat Boys
The Fat Boys (с англ. — «Толстые парни») — американская рэп-группа из Бруклина, Нью-Йорк, которая была образована в 1983 году. Группа изначально была известна как The Disco 3. В оригинальный состав группы входили Марк «Принц Марки Ди» Моралес, Дэймон «Кул Рак-Ски» Уимбли и Даррен «Бафф Лав»/«Человек-Битбокс» Робинсон.
Трио широко известно использованием битбокса в своих песнях. Группа открыла двери для таких битбоксеров как Biz Markie и Doug E. Fresh. The Fat Boys была одной из первых рэп-групп, выпустивших полноформатные рэп-альбомы, наряду с Run-D.M.C., Whodini и Kurtis Blow. Любимая за их комедийные, самоуничижительные рифмы, группа выпустила 7 студийных альбомов, 4 из которых оказались успешными и им был присвоен «золотой» статус по продажам в США.
Первые два альбома группы спродюсировал легендарный в рэпе Кёртис Блоу, и они были успешными за счёт синглов «Jail House Rap», «Can You Feel It?», «Fat Boys», «Stick ’Em», «Don’t You Dog Me», «All You Can Eat», «The Fat Boys Are Back», «Pump It Up», и снятых на них видеоклипов.
Альбом Crushin’ получил «платиновый» статус за счёт популярного в то время хита «Wipeout», записанного совместно с американской рок-группой The Beach Boys. Следующий альбом, Coming Back Hard Again, повторил формулу предыдущего и получил «золотой» статус за счёт успешного в то время сингла «The Twist (Yo, Twist)», записанного совместно с американским певцом Чабби Чекером. Альбом также содержал заглавную песню «Are You Ready for Freddy» для фильма Кошмар на улице Вязов 4: Повелитель сна, в которой принял участие актёр Роберт Инглунд в роли Фредди Крюгера.
Группа также снялась в трёх художественных фильмах в 1980-х годах, укрепив тем самым популярность хип-хопа в Америке: Krush Groove, Knights of the City и Disorderlies.

## Участники
- Дэймон «Кул Рак-Ски» Уимбли (род. 9 ноября 1966 года)
- Марк «Принц Марки Ди» Моралес (19 февраля 1968 года — 18 февраля 2021 года)
- Даррен «Бафф Лав» Робинсон, также известный как «The Human Beat Box» (с англ. — «Человек-Битбокс») (10 июня 1967 года — 10 декабря 1995 года)

## История

### Конкурс талантов
В 1983 году промоутер швейцарского происхождения по имени Чарльз Стеттлер, владелец своего собственного лейбла Tin Pan Apple, решил устроить конкурс хип-хоп-талантов. Чтобы найти спонсора промоутер отправился на радиостанцию WBLS, которая порекомендовала его нескольким спонсорам. В конечном итоге он уговорил компанию Кока-кола профинансировать конкурс стоимостью в 300 тысяч долларов. В течение трёх месяцев в каждом боро Нью-Йорка каждую субботу днём проводились конкурсы, чтобы выявить победителя из каждого боро.
23 мая 1983 года состоялся финал конкурса под названием «Coca Cola and WBLS present: The Tin Pan Apple After Dark Dance & Rap Contest!». Было решено устроить мероприятие в Радио-сити-мьюзик-холле, и это было первое событие в истории концертного зала, в котором участвовали чернокожие артисты. Ведущим в тот вечер был Mr. Magic из знаменитой в то время радиопередачи Rap Attack. Согласно условиям конкурса, победитель заключал контракт на запись альбома. Участники группы The Fat Boys, тогда называвшие себя The Disco 3, стали неожиданными победителями. Они выиграли конкурс с песней «Stick ’Em».

### Европейский тур
В 1983 году группа выпустила дебютный сингл «Reality» под именем The Disco 3. Спродюсировал сингл джазовый гитарист и клавишник джаз-фанк группы Роя Айерса (англ. Roy Ayers), Джеймс Мейсон.
Поскольку у группы не было менеджера, то Чарльз Стеттлер взял на себя эту должность. Стеттлер взял группу в Европейский автобусный тур, где он им сказал, чтобы они набирали больше веса. Концерты заканчивались в 12 часов вечера, а в отель они не могли попасть до двух часов ночи, и были открыты только такие места, как McDonald’s и Burger King. Таким образом они набрали вес. Но поскольку так много всего происходило, то участники группы даже не заметили этого в туре и не считали себя толстыми. И однажды их менеджер предложил им назвать себя The Fat Boys. По случаю переименования группы была устроена вечеринка в зале Роузленд Болрум в Нью-Йорке.

### Знакомство с Кёртисом Блоу
Чарли Стеттлер познакомил группу с продюсером Кёртисом Блоу, который дал им свой фирменный звук. Для работы над альбомом Кёртис Блоу привлёк программистов драм-машины Run-D.M.C., Ларри Смита и Дэви «DMX» Ривза, оба были одними из лучших в создании песен в то время. «Stick ’Em» был первым треком, который они записали с Кёртисом Блоу.
Одноимённый дебютный альбом группы 1984 года, The Fat Boys, по мнению многих, считается первым хип-хоп-альбомом, на котором появился такой элемент как битбокс. Даррен «Человек-Битбокс» Робинсон был пионером в битбоксе, он использовал свой рот для создания звуков хип-хоп-перкуссии. Он и другой современный рэпер, Doug E. Fresh, популяризировали битбокс, вдохновляя других артистов на инновации, в том числе Biz Markie.

### Fresh Fest Tour '84
Однажды в 1984 году в офис Стеттлера ворвался Расселл Симмонс и рассказал ему о том, что он собирается устроить фестиваль Fresh Fest Tour '84, в котором примут участие его группы и танцоры брейк-данса. И поскольку Стеттлер сумел уговорить Кока-колу профинансировать свой конкурс 1983 года, то Симмонс хотел чтобы Стеттлер сделал это снова. Но юный промоутер не мог вернуться к компании напитков, поэтому он позвонил своему единственному швейцарскому другу и спросил его, есть ли что-то, что швейцарцы пытаются продать. Таким товаром оказались наручные часы Swatch. Стеттлер уговорил компанию профинансировать тур стоимостью в 360 тысяч долларов, при этом фестиваль пришлось переименовать в The Swatch Watch New York City Fresh Fest.
Расселл Симмонс не хотел брать в тур группу The Fat Boys, потому что никто тогда о них не слышал. Тогда Стеттлер отправился в старый магазин Tower Records на Бродвее и раздал 5 тысяч флаеров, на которых было написано: «Попробуйте угадать вес группы The Fat Boys и тот, кто угадает, получит 800 банок диетической Pepsi и один доллар». Поэтому тысячи детей выстроились в очередь в магазин Tower Records. Стеттлер поставил участников группы на весы, на тот момент они весили 868 фунтов (394 кг). В итоге выиграл мальчик из Гарлема. Телеканал Channel 2 для своих новостей заснял это событие на камеру, в том числе и как пепси-кола была доставлена в Гарлем. Затем Стеттлер позвонил Расселлу Симмонсу, чтобы продемонстрировать ему такую рекламу группы. В ответ на это Симмонс сказал, что это всего лишь реклама местных масштабов.
На следующий день Стеттлер увидел в газете, что группа The Jackson 5 собирается воссоединиться на концерте в октябре 1984 года. Поэтому он позвонил своей жене, и партнёру по совместительству, и попросил её написать пресс-релиз о том, что группа The Jackson 5 выбрала в качестве разогрева перед концертом неизвестную группу The Fat Boys. В итоге Стеттлер сам раздал этот пресс-релиз по городу. На следующее утро Стеттлер вместе с группой The Fat Boys попал на телешоу Good Morning America, где на любой вопрос ведущего участники группы по просьбе их менеджера отвечали только одно: Brrr, Stick ’Em! Ha-ha-ha, Stick ’Em!, поскольку это была популярная на тот момент песня группы.
Таким образом Расселл Симмонс согласился добавить The Fat Boys в список выступающих, среди которых были Run-D.M.C., Kurtis Blow, Whodini, Newcleus и The Dynamic Breakers. Первый концерт тура состоялся в День труда, 3 сентября 1984 года. За 27 концертов в штатах США организаторам удалось собрать 3,5 миллиона долларов. Фестиваль сопровождался рекламой на телевидении.
В 1985 году прошёл второй фестиваль Fresh Fest II, в котором участвовали те же самые группы, только группа Newcleus была заменена на группу Grandmaster Flash and the Furious Five.

### Появление на телевидении и в кино
Американский офис компании Swatch начал проводить несколько необычных, интересных кампаний, и согласился снять The Fat Boys в одном рекламном ролике часов на телеканале MTV, где участники группы выпрыгивали из вертолётов, и это при том, что в то время MTV не ставил хип-хоп в эфир. Fat Boys не получили никакой платы за показ в рекламе, но получили массу бесплатного показа на MTV, что помогло группе стать популярной среди молодёжи. Видеоролик «Brrr, Swatch ’Em!» вышел в эфир в декабре 1984 года.
Компания Swatch вернулась к The Fat Boys для рождественской рекламы 1985 года, созданной бывшими креативными руководителями MTV. Видеоролик «Swatch Watch Presents A Merry Christmas» вышел в эфир в декабре 1985 года.
Опираясь на их хорошее чувство юмора, трио снялось в 1985 году в художественном фильме Krush Groove и в художественном фильме Санитары-хулиганы (1987), в котором Ральф Беллами снялся в роли инвалида-миллионера, который получает неуклюжую заботу от своих добродушных санитаров, роль которых сыграли участники группы The Fat Boys. Также в фильме снялся их менеджер Стеттлер.
Пытаясь извлечь выгоду из ориентированного на внешний вид имени The Fat Boys, ещё одна хип-хоп-группа назвала себя The Skinny Boys (с англ. — «Тощие Мальчики»), и ещё одна — The Fat Girls (с англ. — «Толстые Девочки»). Однако популярность этих групп была умеренной по сравнению с ними.

### СозданиеCrushin’иComing Back Hard Again
В надежде повторить успех групп Run-D.M.C. и Aerosmith с синглом «Walk This Way» The Fat Boys сделали кавер-версию песни «Wipe Out» совместно с рок-группой The Beach Boys. Сингл добрался до 12 места в чарте Billboard Hot 100 и 10 места в чарте Hot R&B/Hip-Hop Songs журнала Billboard. Песня «Wipeout» достигла 2 места в чарте UK Top 100 в Великобритании 22 августа 1987 года, где она продержалась 13 недель. «Wipeout» была последней песней, которую участники группы записали для альбома Crushin’, но именно она помогла альбому достигнуть «платинового» статуса по продажам в США.
Музыкальное видео начинается с объявления боксёрского поединка с участием The Fat Boys и The Beach Boys, но этот бой прерывается дракой. В следующей сцене The Fat Boys загружают машину купальниками, а затем уезжают. The Beach Boys едет на багги по городу. Обе группы едут по городу в направлении пляжа, в то время как они исполняют песню и призывают жителей города, чтобы они пришли на пляж. Тем временем на пляже один из «толстых мальчиков» пытается поднять штангу с тяжёлым весом, и из-за неудачи над ним смеются две женщины, ещё один участник группы играет в волейбол, а третий — занимается сёрфингом. The Beach Boys, в свою очередь, играют роль диджеев на улице. В ходе видео все празднуют пляжную вечеринку.
Позже к группе обратились с просьбой записать заглавную песню для фильма Кошмар на улице Вязов 4: Повелитель сна (1988), под названием «Are You Ready for Freddy», в которой принял участие актёр Роберт Инглунд в роли Фредди Крюгера.
Следующий альбом под названием Coming Back Hard Again повторил формулу предыдущего. На этот раз The Fat Boys записали кавер-версию песни «The Twist» с Чабби Чекером, который исполнил её первым в 1960 году. Сингл добрался до 16 места в чарте Billboard Hot 100 и 40 места в чарте Hot R&B/Hip-Hop Songs журнала Billboard. Песня «The Twist (Yo, Twist)» достигла 2 места в чарте UK Top 100 в Великобритании 18 июня 1988 года, где она продержалась 11 недель. Ещё одна песня с альбома, «Louie Louie», является кавер-версией песни 1957 года американского певца Ричарда Берри.
Песня достигла 46 места в чарте UK Top 100 в Великобритании 5 ноября 1988 года, где она продержалась 4 недели.

### Распад группы
Однако вкусы слушателей на тот момент уже изменились. Приняв участие в опрометчивой рэп-опере On And On, группа попыталась вернуть себе известность, однако это только ускорило распад группы. Принц Марки Ди покинул группу, чтобы заняться сольной карьерой, которые включала в себя создание многих ранних треков для Мэрайи Кэри и Мэри Джей Блайдж, включая её дебютный сингл «Real Love». В 1991 году оставшиеся два участника, Kool Rock Ski и Buff Love, продолжили как дуэт и выпустили альбом Mack Daddy (1991), но вскоре после этого группа распалась (до 2008). В художественном фильме 1992 года Бумеранг, персонаж Крис Рока оплакивает распад группы The Fat Boys. Позже он был процитирован Jay-Z в его песне 2001 года «Heart of the City (Ain’t No Love)».

### Жизнь после распада
10 декабря 1995 года Бафф Лав умер от сердечного приступа во время болезни гриппом в районе Роздейл в Куинсе, Нью-Йорк. Ему было 28 лет, и, по сообщениям, он весил 450 фунтов (200 кг).
Оставшиеся члены группы запустили собственный веб-сайт 5 ноября 2008 года. Согласно веб-сайту, The Fat Boys записали свой первый трек за последние почти два десятилетия, «Fat Boys Unite», и у них есть планы сделать реалити-шоу в поисках нового участника для группы.
В марте 2009 года Кул Рак-Ски объявил о запуске своего официального сайта. Его первый сольный проект, Party Time EP, был выпущен 14 апреля 2009 года.
18 октября 2010 года кабельный телеканал TV One выпустил эпизод «Unsung: The Story of The Fat Boys». В эпизоде было упомянуто, что два участника группы воссоединились и гастролировали с Doug E. Fresh, который обеспечил группу битбоксом. Не было никакого подтверждения, является ли он новым третьим постоянным членом группы. Эпизод был спродюсирован менеджером группы, Луи Грегори, публично известным как Дядя Луи.
В августе 2012 года The Fat Boys должны были выступить на 13-м ежегодном фестивале Gathering of the Juggalos в деревне Кейв-Ин-Рок в штате Иллинойс, но в конечном итоге они не смогли появиться.
В начале 2015 года группа вновь запустила свою линию одежды.
Принц Марки Ди в настоящее время работает по выходным радиоведущим на WEDR 99 Jamz в Майами, Флорида. Кул Рак-Ски живёт в Нью-Йорке.
Марк «Принц Марки Ди» Моралес умер в Майами 18 февраля 2021 года в возрасте 52 лет. Его смерть была подтверждена Rock the Bells, радиостанцией SiriusXM, где он был ведущим. Причина смерти не указана.

## Дискография

### Альбомы
| Название               | Детали альбома | Высшие позиции в чартах | Высшие позиции в чартах            | Сертификация |
| Название               | Детали альбома | Billboard 200           | Top R&B/Hip-Hop Albums (Billboard) | RIAA         |
| ---------------------- | --- | ----------------------- | ---------------------------------- | ------------ |
| Fat Boys               | - Выпущен: 29 мая 1984 года - Лейбл: Sutra Records - Формат: cassette, digital download, LP, CD (2012)                 | 48                      | 6                                  | Золотой      |
| The Fat Boys Are Back  | - Выпущен: 1 июня 1985 года - Лейбл: Sutra Records - Формат: Cassette, digital download, LP (никогда не выходил на CD) | 63                      | 11                                 | Золотой      |
| Big & Beautiful        | - Выпущен: 2 мая 1986 года - Лейбл: Sutra Records - Формат: Cassette, digital download, LP (никогда не выходил на CD)  | 62                      | 10                                 |              |
| Crushin’               | - Выпущен: 14 августа 1987 года - Лейбл: Tin Pan Apple/Polydor/PolyGram - Формат: Cassette, digital download, LP, CD   | 8                       | 4                                  | Платиновый   |
| Coming Back Hard Again | - Выпущен: 1 июля 1988 года - Лейбл: Tin Pan Apple/Polydor/PolyGram - Формат: CD, cassette, digital download, LP       | 33                      | 30                                 | Золотой      |
| On and On              | - Выпущен: 25 ноября 1989 года - Лейбл: Tin Pan Apple/Mercury/PolyGram - Формат: CD, cassette, digital download, LP    | 175                     | 52                                 |              |
| Mack Daddy             | - Выпущен: 28 октября 1991 года - Лейбл: Emperor - Формат: CD, cassette, digital download, LP                          | -                       | 89                                 |              |

### Синглы
| Год  | Сингл                       | Высшие позиции в чартах журнала Billboard | Высшие позиции в чартах журнала Billboard | Высшие позиции в чартах журнала Billboard | Альбом                 |
| Год  | Сингл                       | Billboard Hot 100                         | Hot R&B/Hip-Hop Songs                     | Hot Dance Club Songs                      | Альбом                 |
| ---- | --------------------------- | ----------------------------------------- | ----------------------------------------- | ----------------------------------------- | ---------------------- |
| 1984 | «Fat Boys»/«Human Beat Box» | —                                         | 65                                        | —                                         | Fat Boys               |
| 1984 | «Jailhouse Rap»             | —                                         | 17                                        | —                                         | Fat Boys               |
| 1985 | «Can You Feel It»           | —                                         | 38                                        | —                                         | Fat Boys               |
| 1985 | «The Fat Boys Are Back»     | —                                         | 27                                        | —                                         | The Fat Boys Are Back  |
| 1985 | «Hard Core Reggae»          | —                                         | 52                                        | —                                         | The Fat Boys Are Back  |
| 1985 | «Don’t Be Stupid»           | —                                         | 62                                        | —                                         | The Fat Boys Are Back  |
| 1986 | «Sex Machine»               | —                                         | 23                                        | —                                         | Big & Beautiful        |
| 1986 | «In The House»              | —                                         | 51                                        | —                                         | Big & Beautiful        |
| 1987 | «Falling In Love»           | —                                         | 16                                        | —                                         | Crushin’               |
| 1987 | «Wipeout»                   | 12                                        | 10                                        | 42                                        | Crushin’               |
| 1988 | «The Twist»                 | 16                                        | 40                                        | —                                         | Coming Back Hard Again |
| 1988 | «Are You Ready For Freddy?» | —                                         | 93                                        | —                                         | Coming Back Hard Again |
| 1988 | «Louie, Louie»              | 89                                        | —                                         | —                                         | Coming Back Hard Again |
| 1989 | «Lie-Z»                     | —                                         | 81                                        | —                                         | On And On              |
| 1989 | «Just Loungin’»             | —                                         | 86                                        | —                                         | On And On              |

| Саундтреки | Саундтреки                                                                               | Саундтреки                                                                                          | Саундтреки            |
| Год        | Название                                                                                 | Песня                                                                                               | Дата премьеры         |
| ---------- | ---------------------------------------------------------------------------------------- | --------------------------------------------------------------------------------------------------- | --------------------- |
| 1985       | Krush Groove                                                                             | «Don’t You Dog Me», «Pump It Up — Let’s Get Funky», «All You Can Eat», «Fat Boys», «Krush Groovin’» | 25 октября 1985 года  |
| 1986       | Knights of the City (Cry of the City)                                                    | «Jailhouse Rap»                                                                                     | 14 февраля 1986 года  |
| 1987       | Санитары-хулиганы                                                                        | «Rock Rulin’», «Baby You’re a Rich Man», «Wipe Out»                                                 | 14 августа 1987 года  |
| 1988       | Полицейская академия (мультсериал)                                                       | «They Wear The Blue» (the opening theme song)                                                       | 10 сентября 1988 года |
| 1988       | The Freddy Krueger Special (телефильм MTV)                                               | «Are You Ready For Freddy?»                                                                         | 18 августа 1988 года  |
| 1988       | Кошмар на улице Вязов 4: Повелитель сна                                                  | «Are You Ready For Freddy?»                                                                         | 19 августа 1988 года  |
| 1989       | Дьяволица                                                                                | «It’s Getting Hot», «Party Up»                                                                      | 8 декабря 1989 года   |
| 2000       | Price of Glory                                                                           | «Roving Gangster (Rollin’)»                                                                         | 31 марта 2000 года    |
| 2006       | Scarface: The World Is Yours (видеоигра)                                                 | «Hardcore Reggae», «Human Beat Box»                                                                 | 10 октября 2006 года  |
| 2009       | Все ненавидят Криса (телесериал), эпизод «Everybody Hates Fake IDs»                      | «All You Can Eat»                                                                                   | 23 января 2009 года   |
| 2012       | Rude Tube (телесериал), эпизод «Utter Fails»                                             | «Fat Boys Are Back»                                                                                 | 10 сентября 2012 года |
| 2014       | Ping Pong Summer (Моё лето пинг-понга)                                                   | «Stick ’Em»                                                                                         | 6 июня 2014 года      |
| 2014       | Rap Critic Reviews (телесериал), эпизод «Top 5 Worst Lyrics I’ve Ever Heard… This Month» | «Wipeout», «Protect Yourself/My Nuts»                                                               | 27 февраля 2014 года  |
| 2017       | One Hit Wonderland (документальный телесериал), эпизод «Rock Me Amadeus» by Falco        | «Human Beat Box»                                                                                    | 1 марта 2017 года     |

| 1984 | «Jail House Rap»                                                 |
| 1984 | «Can You Feel It?»                                               |
| 1984 | «Fat Boys»                                                       |
| 1985 | «Don’t Be Stupid (Remix)» / «Fat Boys Scratch (Remix)»           |
| 1985 | «All You Can Eat»                                                |
| 1985 | «Chillin With The Refrigerator»                                  |
| 1985 | «Hard Core Reggae»                                               |
| 1985 | «The Fat Boys Are Back»                                          |
| 1985 | «Force MD’s Meet The Fat Boys» (Force M.D.’s feat. The Fat Boys) |
| 1985 | «Krush Groovin’»                                                 |
| 1985 | «Sun City» (as part of Artists United Against Apartheid)         |
| 1986 | «King Holiday» (as part of King Dream Chorus and Holiday Crew)   |
| 1986 | «Sex Machine» / «Beat Box Is Rocking»                            |
| 1986 | «In The House» / «Breakdown»                                     |
| 1986 | «Big And Beautiful (Remix)»                                      |
| 1987 | «Rock Ruling»                                                    |
| 1987 | «Falling In Love»                                                |
| 1987 | «Wipeout» (Fat Boys and The Beach Boys)                          |
| 1988 | «Baby, You’re a Rich Man»                                        |
| 1988 | «Louie, Louie» / «All Day Lover»                                 |
| 1988 | «Are You Ready For Freddy»                                       |
| 1988 | «The Twist»                                                      |
| 1989 | «Just Loungin’»                                                  |
| 1989 | «Lie-Z»                                                          |
| 1989 | «If It Ain’t One Thing It’s Anuddah»                             |
| 1991 | «Whip It On Me»                                                  |
| 1991 | «Fly Car»                                                        |

## Фильмография

### Художественные фильмы
- 1985 — Krush Groove (25 октября 1985 года)
- 1986 — Knights of the City (Cry of the City) (14 февраля 1986 года)
- 1987 — Санитары-хулиганы (14 августа 1987 года)

### Документальные фильмы
- 2000 — Where Are They Now?: The 80s II (телеканал VH-1) (28 сентября 2000 года)
- 2002 — Breath Control: The History of the Human Beat Box (Tribeca Film Festival 2002) (9 мая 2002 года)
- 2004 — And You Don’t Stop: 30 Years of Hip-Hop (4 октября 2004 года)
- 2010 — Unsung: The Story of The Fat Boys (телеканал TV One) (18 октября 2010 года)
- 2010 — Больше никогда не спи: Наследие улицы Вязов (DVD) (4 мая 2010 года)

| Телевидение | Телевидение                                                                              | Телевидение           | Телевидение |
| Год         | Название                                                                                 | Дата выхода в эфир    |             |
| ----------- | ---------------------------------------------------------------------------------------- | --------------------- | ----------- |
| 1984        | Телереклама наручных часов Swatch («Brrr, Swatch ’Em!»)                                  | Декабрь 1984 года     |             |
| 1985        | Телереклама наручных часов Swatch («Swatch Watch Presents A Merry Christmas»)            | Декабрь 1985 года     |             |
| 1985        | Soul Train (телесериал) — эпизод «The Temptations/The Fat Boys»                          | 5 января 1985 года    |             |
| 1986        | Полиция Майами: Отдел нравов (телешоу), эпизод «Florence Italy»                          | 14 февраля 1986 года  |             |
| 1987        | Ebony/Jet Showcase (телесериал)                                                          | 11 сентября 1987 года |             |
| 1987        | The New Hollywood Squares (телесериал)                                                   | 16 ноября 1987 года   |             |
| 1987        | Square One TV (телесериал), эпизод #1.12, музыкальное видео «Burger Pattern»             | 10 февраля 1987 года  |             |
| 1988        | Square One TV (телесериал), эпизод #2.1, музыкальное видео «One Billion»                 | 19 сентября 1988 года |             |
| 1988        | T. and T. (телесериал), эпизод «The Silver Angel»                                        | 22 февраля 1988 года  |             |
| 1988        | Nelson Mandela 70th Birthday Tribute (концерт, показанный по телевидению)                | 11 июня 1988 года     |             |
| 1988        | MTV Video Music Awards (телесериал)                                                      | 7 сентября 1988 года  |             |
| 1988        | Sacrée soirée (телесериал)                                                               | 19 октября 1988 года  |             |
| 1988        | Rockopop                                                                                 | 5 ноября 1988 года    |             |
| 1989        | Полицейская академия (мультсериал) сезон 2, эпизод 29, «Survival of the Fattest» (голос) | 14 января 1989 года   |             |
| 1989        | Square One TV (телесериал), эпизод #3.41, музыкальное видео «Working Backwards»          | 23 декабря 1990 года  |             |
| 1990        | Ebony/Jet Showcase (телесериал)                                                          | 16 марта 1990 года    |             |

| 1986 | Brrr, Watch ’Em! («Sex Machine», «Jail House Rap», «Stick ’Em», «Can You Feel It», «Hard Core Reggae», «Fat Boys») (MCA Home Video) |
| 1988 | 3×3 («Wipeout», «The Twist», «Louie, Louie») (PolyGram Music Video)                                                                 |

| 1984 | «Fat Boys»                                          |
| 1984 | «Jail House Rap»                                    |
| 1984 | «Can You Feel It?»                                  |
| 1985 | «Stick ’Em»                                         |
| 1985 | «Hard Core Reggae»                                  |
| 1985 | «Don’t You Dog Me»                                  |
| 1985 | «All You Can Eat»                                   |
| 1986 | «Sex Machine»                                       |
| 1986 | «King Holiday» (King Dream Chorus and Holiday Crew) |
| 1987 | «Wipeout» (Fat Boys and The Beach Boys)             |
| 1988 | «The Twist (Yo, Twist)» (Fat Boys & Chubby Checker) |
| 1988 | «Louie, Louie»                                      |
| 1988 | «Are You Ready for Freddy»                          |
| 1989 | «Lie-Z»                                             |